# الحدود الأرجنتينية البرازيلية

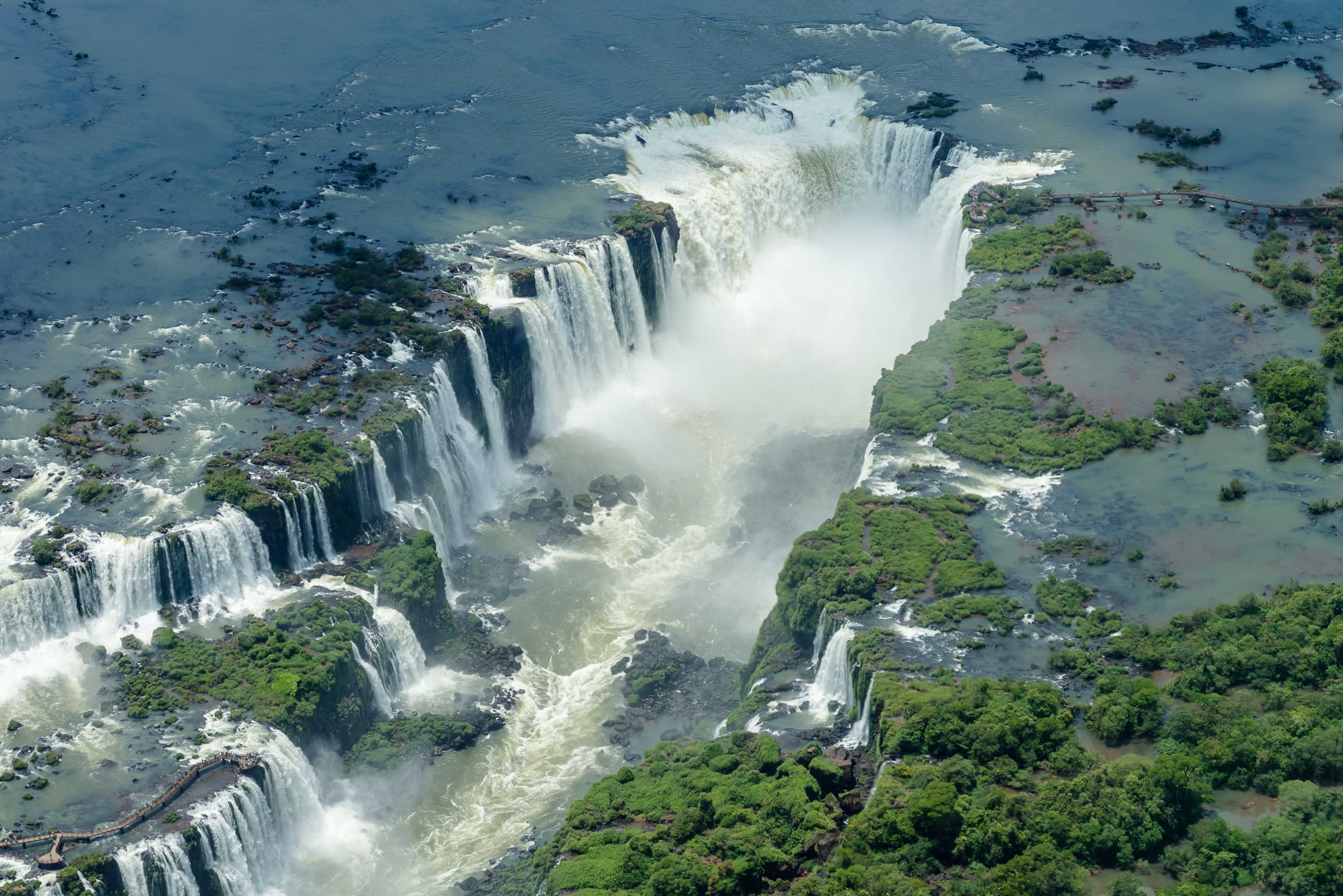
تقع شلالات إجوازو على الحدود بين الأرجنتين والبرازيل.

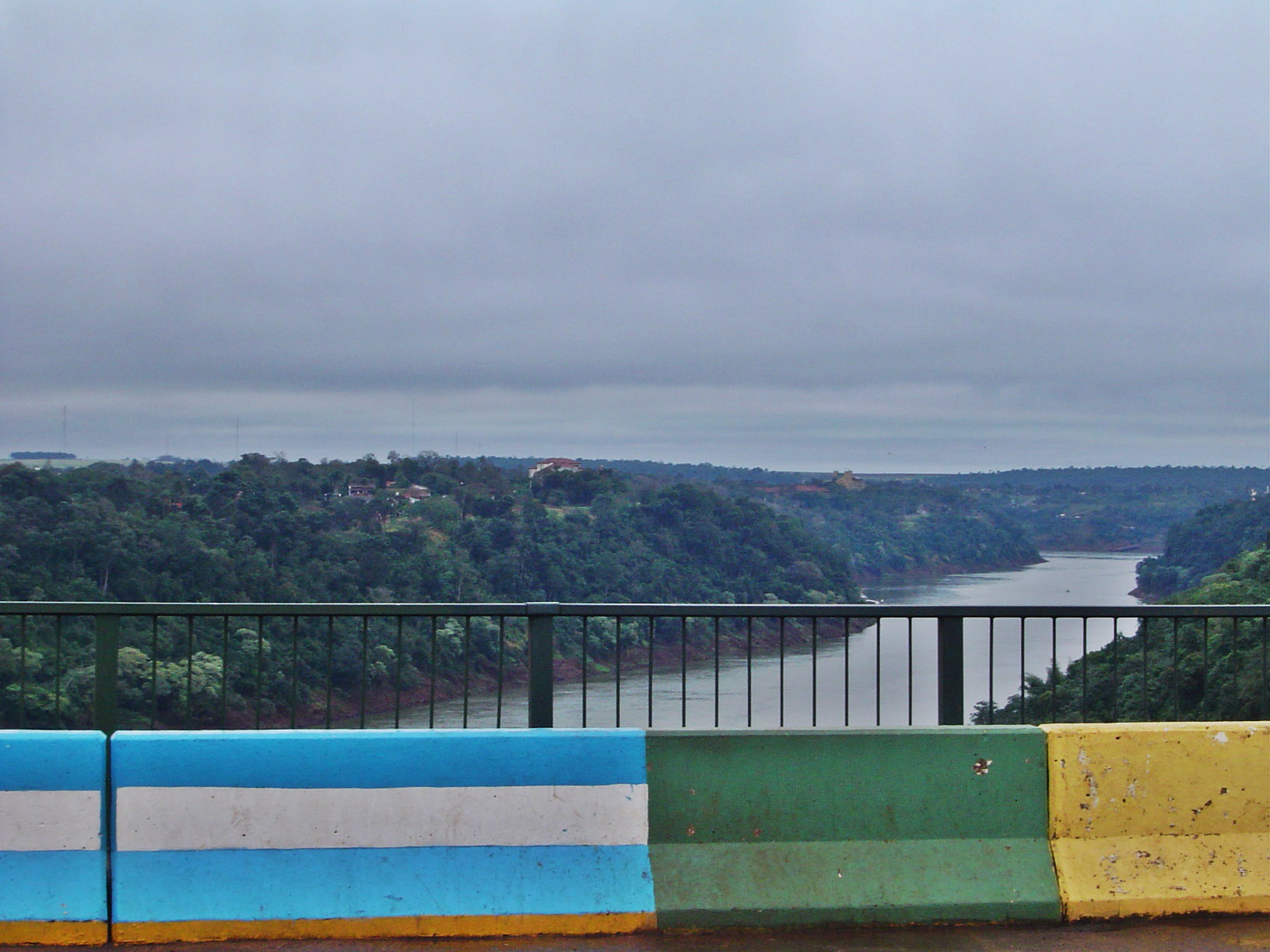
جسر على نهر إجوازو، بين بويرتو جواسيو، الأرجنتين وفوز دو إيغواسو، البرازيل.

الحدود الأرجنتينية البرازيلية هي الخط الذي يحد أراضي الأرجنتين والبرازيل. يبلغ طول خط الحدود ما يقارب 1,224 كيلومتر (761 ميل).
بدءًا من التقاء نهري بارانا وإجوازو، تمر عبر شلالات إجوازو وتتبع خط‌ قعر النهر إلى مصب نهر سانتو أنطونيو، ثم تواصل في اتجاه مجرى النهر حتى منبعه. من هناك تمتد الحدود 25.1 كيلومتر (15.6 ميل) عن طريق البر حتى الوصول إلى منبع نهر بيبيري-جوازو ومن هناك على طول قناة النهر حتى التقائه بنهر الأوروغواي، ثم تواصل في اتجاه مجرى نهر الأوروغواي إلى مصب نهر قواراي.
تم ترسيم الحدود بموجب معاهدة 1898 (التي تستند إلى قرار التحكيم لعام 1895)، الذي أشار إليه رئيس الولايات المتحدة جروفر كليفلاند. تقع مهمة رسم الحدود على عاتق «اللجنة المشتركة لفحص علامة البرازيل والأرجنتين» (التي تم إنشاؤها عام 1970)، والتي نشرت 310 علامة حدودية.
يبلغ طول الحدود الإجمالي 1,224 كيلومتر (761 ميل) ويقع 24 كيلومتر (15 ميل) منها فقط على البر.